# رود دادو
دادو ریور (سیچووان) (به انگلیسی: Dadu River (Sichuan)) رودخانه‌ای است که در چین جریان دارد.